# LMC (Band)
LMC sind das britische DJ-Trio Lee Monteverde, Matt Cadman und Cris Nuttall aus Blackburn. Die Abkürzung LMC setzt sich aus den drei Vornamen zusammen. Monteverde ist bereits seit den 1980er Jahren als DJ und Produzent aktiv, Cadman und Nuttall gründeten 1991 das Label All Around the World (AATW). 

## Hintergrund
In der Clubszene machten sie sich als LMC einen Namen mit Remixen für Lasgo, Erasure und Kelly Llorenna. 2003 nahmen sie den Mashup-Song Take Me to the Clouds Above auf. Darin lassen sie auf der Melodie von U2s With or Without You die Sängerin Rachel McFarlane einige Zeilen aus How Will I Know von Whitney Houston singen. Mit diesem Song hatte LMC im Februar 2004 einen Nummer-eins-Hit in den britischen Charts, der sich anschließend europaweit in den Top 20 platzieren konnte. Mit einer Version von You Get What You Give von den New Radicals versuchten sie, an den Erfolg anzuknüpfen, Take Me to the Clouds Above blieb aber ihr einziger großer Hit.